# منتخب بلغاريا لكرة الطائرة
منتخب بلغاريا لكرة الطائرة هو ممثل بلغاريا الرسمي في رياضة كرة الطائرة.